# Roberto Ayala
Roberto Fabián Ayala (Paraná, Entre Ríos, 14 de abril de 1973) es un exfutbolista argentino, nacionalizado español en 2008. Actualmente forma parte del cuerpo técnico de la selección argentina, en el que es entrenador asistente.
Surgió de Atlético Neuquen Club de la ciudad de Paraná hasta que las divisiones inferiores del Club Ferro Carril Oeste de su país se hicieron con sus servicios. Jugaba como defensa central y se retiró de la actividad profesional en diciembre de 2010 en el Racing Club. La mayor parte de su carrera deportiva la disputó en el club español del Valencia Club de Fútbol durante 7 temporadas, en las que consiguió un total de 4 títulos. En 2001 fue elegido Defensor del Año de la UEFA.
También es jugador profesional de footgolf. En esa actividad, jugó el mundial de Marruecos 2018 y salió tercero en la general, haciendo un Águila para terminar en el podio del Mundial en Asia.
Además de ser uno de los asistentes del entrenador de la selección argentina Lionel Scaloni, también pertenece al equipo que salió campeón del mundo en la Copa Mundial de Fútbol en Catar 2022 junto con sus compañeros Walter Samuel y Pablo Aimar.

## Trayectoria
En toda su carrera disputó 695 partidos y convirtió 25 goles, sumando ligas locales y partidos con su selección nacional.

### Ferro Carril Oeste
Jugó desde joven en las categorías inferiores de Ferro Carril Oeste hasta 1992, año en el que pasó a formar parte de la primera plantilla. Llegó procedente de su Paraná natal. Con tan solo 19 años, debutó en la Primera división argentina el 23 de febrero de 1992 en la victoria de Ferro 2:1 sobre Belgrano.

### Club Atlético River Plate
En 1994 fichó por River Plate con el que ganó el Torneo Apertura ese mismo año.

### Napoli
En 1995 fue traspasado al Napoli italiano. Con este equipo debuta en la Serie A italiana el 27 de agosto de 1995 en el empate con el Bari.

### Milán
En 1998 fichó por el Milan, equipo con el que se proclamó campeón de la Liga italiana en su primera temporada.

### Valencia
En 2000 el Valencia se hace con sus servicios por 3 millones de €. Con este equipo debuta a las órdenes del técnico argentino Héctor Cúper en la Liga española el 24 de septiembre de 2000 en el 3-0 ante Numancia. En su carrera como futbolista del Valencia alcanzó en su primera temporada la final de la Liga de Campeones de 2001, perdiéndola en la tanda de penales frente al equipo alemán del Bayern Múnich. Al año siguiente, con el técnico español Rafa Benítez al frente del equipo, consiguió la Liga española.
Siendo un fijo en el once titular del Valencia, el Real Madrid se interesa por él en el mercado de verano de 2003, buscando a un central para suplir a Fernando Hierro. El club blanco llegó a ofrecer hasta 14 millones de euros al Valencia. Las negociaciones no prosperaron puesto que el Valencia exigía a Samuel Eto'o a cambio de Ayala, algo a lo que se negó el Real Madrid.
En la temporada 2003-04, volvieron a ganar la Liga y la Copa de la UEFA, tras de 41 años de la última Copa de Ferias y 24 años del último título europeo del equipo. Se convierte en el líder de la defesa valencianista, y pese a su corta estatura, demuestra ser un experto en marcar goles de cabeza, sorprendiendo a las defensas contrarias en jugadas a balón parado.
En la temporada 2004-05 las lesiones mantuvieron a Ayala fuera de la mayor parte de la Liga, de la victoria frente al Porto en la Supercopa de Europa 2004, de la Supercopa de España, la Liga de Campeones y la Copa de la UEFA. Sus ausencias no ayudaron al Valencia en su pobre actuación esa temporada a las órdenes del italiano Claudio Ranieri. Las siguientes temporadas fue uno de los líderes de la zaga defensiva del equipo dirigido por Quique Sánchez Flores, con resultados irregulares. Disputó un total de 253 partidos, anotando 12 goles.

### Real Zaragoza
En febrero de 2007, al no concretarse su renovación por el Valencia, Ayala firmó un contrato con el Villarreal, posando incluso con la camiseta del submarino amarillo, pero el 14 de julio de 2007 el Real Zaragoza pagó la cláusula de rescisión del jugador (6 millones de euros), que tenía en su nuevo contrato con el club castellonense, para que vistiera camiseta maña desde julio de 2007 hasta junio de 2010, sin haber llegado a disputar ningún partido con el Villarreal.
En este mismo año el defensa central argentino decidió renunciar a la selección de su país luego de perder la final de la Copa América, dejando así su capitanía y una gran historia sobre sus espaldas.
En su primer año en el Real Zaragoza descendió sorprendentemente a la Segunda División del fútbol español al finalizar 18.º la temporada, para subir a la temporada siguiente nuevamente a la Primera División, siendo Ayala una de las piezas fundamentales del esquema del técnico español Marcelino García Toral, llegando a anotar 3 goles.

### Racing Club
El 22 de enero de 2010 se hizo oficial su desvinculación del Real Zaragoza mediante la rescisión de contrato, el cual finalizaba en junio de ese mismo año. El 30 de enero de 2010 se confirmó su fichaje para el Racing Club de Avellaneda. Allí, Ayala jugó sólo pocos partidos como titular, hasta que el 30 de diciembre de 2010 anunció su retiro de la actividad profesional.

## Selección nacional
Ha sido internacional con la Selección argentina en 115 ocasiones, marcando 7 goles. Es el cuarto jugador argentino con más presencias en la selección argentina después del "Pupi" Zanetti, Lionel Messi y Javier Mascherano. Su debut como internacional se produjo el 16 de noviembre de 1994 en el partido Chile 0:3 Argentina. Se retiró de la selección a fines del 2007.

#### Participaciones en la Copa América
En la Copa América 2007 en Venezuela, marcó un autogol a favor de Brasil en la final del campeonato, la cual Brasil ganó 3 a 0. Después de este partido, el jugador con 34 años de edad, anunció su programada retirada de la selección nacional. Sin embargo en 2008, el entrenador argentino Diego Maradona anuncia que lo tendría en cuenta para la selección argentina, sin embargo esto no logró concretarse debido a que Ayala rechazó volver a ser parte de la selección ya en 2007 como en 2009.
| Torneo            | Sede      | Resultado        | Partidos | Goles | Asist. |
| ----------------- | --------- | ---------------- | -------- | ----- | ------ |
| Copa América 1995 | Uruguay   | Cuartos de final | 3        | 0     | 0      |
| Copa América 1999 | Paraguay  | Cuartos de final | 4        | 0     | 0      |
| Copa América 2004 | Perú      | Subcampeón       | 5        | 1     | 0      |
| Copa América 2007 | Venezuela | Subcampeón       | 6        | 0     | 0      |
| Total             | Total     | Total            | 18       | 1     | 0      |

### Participaciones en Copa Confederaciones
Participó en la Copa Confederaciones de 1995 (denominada en aquel momento "Copa Rey Fahd"), jugó 3 partidos logrando un subcampeonato.
| Copa               | Sede           | Resultado  | Partidos | Goles |
| ------------------ | -------------- | ---------- | -------- | ----- |
| Copa Rey Fahd 1995 | Arabia Saudita | Subcampeón | 3        | 0     |

### Participaciones en Eliminatorias
Disputó un total de 41 partidos en eliminatorias marcado un gol.
| Eliminatoria      | Resultado   | PJ | Goles |
| ----------------- | ----------- | -- | ----- |
| Eliminatoria 1998 | Clasificado | 13 | 0     |
| Eliminatoria 2002 | Clasificado | 17 | 1     |
| Eliminatoria 2006 | Clasificado | 11 | 0     |

### Participaciones en Copas del Mundo
Participó con la Selección argentina en la Copa Mundial de Fútbol de Francia de 1998 disputando cinco encuentros contra Japón, Jamaica, Croacia, Inglaterra y Países Bajos. Ayala jugó todos los partidos que su selección disputó en ese Mundial y además lo hizo como titular.
Fue convocado por su selección para jugar la Copa Mundial de Fútbol de Corea y Japón de 2002, aunque no llegó a disputar ningún partido, al lesionarse durante el calentamiento del primer partido de la fase de grupos, frente a Nigeria.
Titular indiscutido, durante la Copa del Mundo de 2006, disputada en Alemania, autor de un gol; donde su equipo queda eliminado en la tanda de penales tras empatar en los 120 minutos frente al local.
Lanzó un penal errado en los cuartos de final de la Copa del Mundo contra Alemania, atajado por el portero Jens Lehmann.
| Mundial                        | Sede                  | Resultado        | Partidos | Goles |
| ------------------------------ | --------------------- | ---------------- | -------- | ----- |
| Copa Mundial de Fútbol de 1998 | Francia               | Cuartos de final | 5        | 0     |
| Copa Mundial de Fútbol de 2002 | Corea del Sur y Japón | Primera ronda    | 0        | 0     |
| Copa Mundial de Fútbol de 2006 | Alemania              | Cuartos de final | 5        | 1     |

### Participaciones en Juegos Panamericanos
En 1995 integró el equipo que se consagró campeón de estos juegos, disputando 6 partidos sin haber marcado goles.
| Panamericanos                | Sede      | Resultado | Partidos | Goles |
| ---------------------------- | --------- | --------- | -------- | ----- |
| Juegos Panamericanos de 1995 | Argentina | Oro       | 6        | 0     |

### Participaciones en Juegos Olímpicos
Integró la selección olímpica que ganó la medalla de oro en los Juegos Olímpicos de Atenas 2004.
| JJ. OO.                          | Sede           | Resultado |
| -------------------------------- | -------------- | --------- |
| Juegos Olímpicos de Atlanta 1996 | Estados Unidos | Plata     |
| Juegos Olímpicos de Atenas 2004  | Grecia         | Oro       |

## Clubes

### Como mánager
| Club        | País      | Año       |
| ----------- | --------- | --------- |
| Racing Club | Argentina | 2010-2012 |
| Valencia CF | España    | 2013-2016 |

### Como parte del cuerpo técnico
| Club                | País      | Año           |
| ------------------- | --------- | ------------- |
| Selección argentina | Argentina | 2019-presente |

### Resumen estadístico como asistente
Actualizado hasta el  10 de julio de 2021.
| Equipo              | País      | Desde               | Hasta      | Historial | Historial | Historial | Historial | Historial | Historial | Historial | Historial |
| Equipo              | País      | Desde               | Hasta      | PJ        | PG        | PE        | PP        | GF        | GC        | Dif.      | Efect.    |
| ------------------- | --------- | ------------------- | ---------- | --------- | --------- | --------- | --------- | --------- | --------- | --------- | --------- |
| Selección argentina | Argentina | 10 de enero de 2019 | Actualidad | 26        | 15        | 8         | 3         | 50        | 19        | +31       | 67,94%    |
| Total               | Total     | Total               | Total      | 26        | 15        | 8         | 3         | 50        | 19        | +31       | 67.95%    |

## Estadísticas

### En clubes
| Ferro Carril Oeste Argentina |                     |                     |     |    |    |    |    |     |     |      |      |
| 1.ª | 1991-92             | 19                  | 0   | —  | —  | —  | —  | 19  | 0   | 0,00 |      |
| 1.ª | 1992-93             | 36                  | 0   | —  | —  | —  | —  | 36  | 0   | 0,00 |      |
| 1.ª | 1993                | 18                  | 1   | 3  | 0  | —  | —  | 21  | 1   | 0,05 |      |
| Total club | Total club          | 73                  | 1   | 3  | 0  | 0  | 0  | 76  | 1   | 0,01 |      |
| River Plate Argentina |                     |                     |     |    |    |    |    |     |     |      |      |
| 1.ª | 1994                | 16                  | 0   | —  | —  | —  | —  | 16  | 0   | 0,00 |      |
| 1.ª | 1994-95             | 25                  | 0   | —  | —  | 12 | 1  | 37  | 1   | 0,03 |      |
| Total club | Total club          | 41                  | 0   | 0  | 0  | 12 | 1  | 53  | 1   | 0,02 |      |
| SSC Napoli · Italia |                     |                     |     |    |    |    |    |     |     |      |      |
| 1.ª | 1995-96             | 29                  | 0   | 1  | 0  | —  | —  | 30  | 0   | 0,00 |      |
| 1.ª | 1996-97             | 30                  | 1   | 6  | 0  | —  | —  | 36  | 1   | 0,03 |      |
| 1.ª | 1997-98             | 28                  | 0   | 2  | 0  | —  | —  | 30  | 0   | 0,00 |      |
| Total club | Total club          | 87                  | 1   | 9  | 0  | 0  | 0  | 96  | 1   | 0,01 |      |
| AC Milan · Italia |                     |                     |     |    |    |    |    |     |     |      |      |
| 1.ª | 1998-99             | 11                  | 0   | 2  | 0  | —  | —  | 13  | 0   | 0,00 |      |
| 1.ª | 1999-00             | 13                  | 0   | 3  | 0  | 6  | 0  | 22  | 0   | 0,00 |      |
| Total club | Total club          | 24                  | 0   | 5  | 0  | 6  | 0  | 35  | 0   | 0,00 |      |
| Valencia CF · España |                     |                     |     |    |    |    |    |     |     |      |      |
| 1.ª | 2000-01             | 28                  | 1   | 2  | 0  | 9  | 2  | 39  | 3   | 0,08 |      |
| 1.ª | 2001-02             | 29                  | 2   | 1  | 0  | 7  | 0  | 37  | 2   | 0,05 |      |
| 1.ª | 2002-03             | 31                  | 1   | 2  | 0  | 12 | 0  | 45  | 1   | 0,02 |      |
| 1.ª | 2003-04             | 30                  | 1   | 5  | 0  | 10 | 0  | 45  | 1   | 0,02 |      |
| 1.ª | 2004-05             | 17                  | 0   | —  | —  | —  | —  | 17  | 0   | 0,00 |      |
| 1.ª | 2005-06             | 23                  | 2   | —  | —  | 6  | 0  | 29  | 2   | 0,07 |      |
| 1.ª | 2006-07             | 29                  | 2   | 4  | 0  | 8  | 1  | 41  | 3   | 0,07 |      |
| Total club | Total club          | 187                 | 9   | 14 | 0  | 52 | 3  | 253 | 12  | 0,05 |      |
| Villarreal CF · España | 1.ª                 | 2007                | —   | —  | —  | —  | —  | —   | 0   | 0    | 0,00 |
| Real Zaragoza · España |                     |                     |     |    |    |    |    |     |     |      |      |
| 1.ª | 2007-08             | 33                  | 1   | 4  | 0  | 2  | 0  | 39  | 1   | 0,03 |      |
| 2.ª | 2008-09             | 28                  | 3   | —  | —  | —  | —  | 28  | 3   | 0,11 |      |
| 1.ª | 2009-10             | 13                  | 0   | 1  | 0  | —  | —  | 14  | 0   | 0,00 |      |
| Total club | Total club          | 74                  | 4   | 5  | 0  | 2  | 0  | 81  | 4   | 0,05 |      |
| Racing Club Argentina |                     |                     |     |    |    |    |    |     |     |      |      |
| 1.ª | 2010                | 9                   | 0   | —  | —  | —  | —  | 9   | 0   | 0,00 |      |
| 1.ª | 2010                | 6                   | 0   | —  | —  | —  | —  | 6   | 0   | 0,00 |      |
| Total club | Total club          | 15                  | 0   | 0  | 0  | 0  | 0  | 15  | 0   | 0,00 |      |
| Total en su carrera | Total en su carrera | Total en su carrera | 501 | 15 | 36 | 0  | 72 | 4   | 609 | 19   | 0,03 |
| (1) Incluye datos de Copa Centenario de la AFA (1993-94); Copa de Italia (1995-00) y Copa del Rey / Supercopa de España (2000-09). (2) Incluye datos de Supercopa Sudamericana (1994); Copa Libertadores de América (1995); Liga de Campeones de la UEFA (1999-07); Copa de la UEFA (2001-08) y Copa Intertoto de la UEFA (2005). |                     |                     |     |    |    |    |    |     |     |      |      |

### Selección
| Selección | Temporada     | Amistosos | Amistosos | Sudamérica(1) | Sudamérica(1) | Mundial(2) | Mundial(2) | Total | Total | Media goleadora |
| Selección | Temporada     | Part.     | Goles     | Part.         | Goles         | Part.      | Goles      | Part. | Goles | Media goleadora |
| --- | ------------- | --------- | --------- | ------------- | ------------- | ---------- | ---------- | ----- | ----- | --------------- |
| Sub-22 Argentina | 1995          | —         | —         | 6             | 1             | —          | —          | 6     | 1     | 0,17            |
| Sub-22 Argentina | Total         | 0         | 0         | 6             | 1             | 0          | 0          | 6     | 1     | 0,17            |
| Olímpica Argentina | 1996          | —         | —         | —             | —             | 6          | 0          | 6     | 0     | 0,00            |
| Olímpica Argentina | 2004          | —         | —         | —             | —             | 6          | 0          | 6     | 0     | 0,00            |
| Olímpica Argentina | Total         | 0         | 0         | 0             | 0             | 12         | 0          | 12    | 0     | 0,00            |
| Mayor Argentina | 1994          | 3         | 0         | —             | —             | —          | —          | 0     | 0     | 0,00            |
| Mayor Argentina | 1995          | 7         | 0         | 4             | 0             | 3          | 0          | 14    | 0     | 0,00            |
| Mayor Argentina | 1996          | 1         | 0         | 5             | 0             | —          | —          | 6     | 0     | 0,00            |
| Mayor Argentina | 1997          | —         | —         | 7             | 0             | —          | —          | 7     | 0     | 0,00            |
| Mayor Argentina | 1998          | 8         | 1         | —             | —             | 5          | 0          | 13    | 1     | 0,08            |
| Mayor Argentina | 1999          | 8         | 1         | 4             | 0             | —          | —          | 12    | 1     | 0,08            |
| Mayor Argentina | 2000          | 1         | 0         | 10            | 1             | —          | —          | 11    | 1     | 0,09            |
| Mayor Argentina | 2001          | 1         | 0         | 7             | 0             | —          | —          | 8     | 0     | 0,00            |
| Mayor Argentina | 2002          | 1         | 0         | —             | —             | 0          | 0          | 1     | 0     | 0,00            |
| Mayor Argentina | 2003          | 2         | 0         | 4             | 0             | —          | —          | 6     | 0     | 0,00            |
| Mayor Argentina | 2004          | 3         | 0         | 7             | 1             | —          | —          | 10    | 1     | 0,10            |
| Mayor Argentina | 2005          | 3         | 2         | 5             | 0             | —          | —          | 8     | 2     | 0,25            |
| Mayor Argentina | 2006          | 2         | 0         | —             | —             | 5          | 1          | 7     | 1     | 0,14            |
| Mayor Argentina | 2007          | 3         | 0         | 6             | 0             | —          | —          | 9     | 0     | 0,00            |
| Mayor Argentina | Total         | 43        | 4         | 59            | 2             | 13         | 1          | 116   | 7     | 0,06            |
| Total carrera | Total carrera | 43        | 4         | 65            | 3             | 25         | 1          | 134   | 8     | 0,06            |
| (1)En Mayor Incluye los partidos de la Copa América (1995, 1999, 2004 y 2007). (2)En Sub-21 Incluye partidos en Juegos Panamericanos (1995). En Olímpica Incluye partidos en Juegos Olímpicos (1996 y 2004). En Mayor Incluye partidos de la Copa Rey Fahd (1995). |               |           |           |               |               |            |            |       |       |                 |

### Resumen estadístico
| Competición           | Partidos | Goles | Promedio |
| --------------------- | -------- | ----- | -------- |
| Primera División      | 473      | 12    | 0,03     |
| Segunda División      | 28       | 3     | 0,11     |
| Copas nacionales      | 36       | 0     | 0,00     |
| Copas internacionales | 72       | 4     | 0,06     |
| Selección sub-22      | 6        | 1     | 0,17     |
| Selección olímpica    | 12       | 0     | 0,00     |
| Selección Mayor       | 115      | 7     | 0,06     |
| Total                 | 742      | 27    | 0,04     |

## Palmarés

### Campeonatos nacionales
| Título                     | Club        | País      | Año     |
| -------------------------- | ----------- | --------- | ------- |
| Primera División           | River Plate | Argentina | A-1994  |
| Serie A                    | AC Milan    | Italia    | 1998/99 |
| Primera División de España | Valencia CF | España    | 2001/02 |
| Primera División de España | Valencia CF | España    | 2003/04 |

### Copas internacionales
| Título               | Club (*)           | Sede          | Año     |
| -------------------- | ------------------ | ------------- | ------- |
| Juegos Panamericanos | Argentina sub-22   | Mar del Plata | 1995    |
| Juegos Olímpicos     | Argentina Olímpica | Atlanta       | 1996    |
| Copa de la UEFA      | Valencia CF        | Gotemburgo    | 2003/04 |
| Supercopa de Europa  | Valencia CF        | Mónaco        | 2004    |
| Juegos Olímpicos     | Argentina Olímpica | Atenas        | 2004    |

### Como asistente técnico

#### Campeonatos internacionales
| Título                          | Equipo                 | Sede           | Año  |
| ------------------------------- | ---------------------- | -------------- | ---- |
| Copa América                    | Selección de Argentina | Brasil         | 2021 |
| Copa de Campeones Conmebol-UEFA | Selección de Argentina | Inglaterra     | 2022 |
| Copa Mundial de la FIFA         | Selección de Argentina | Catar          | 2022 |
| Copa América                    | Selección de Argentina | Estados Unidos | 2024 |

### Distinciones individuales
| Distinción                                   | Año  |
| -------------------------------------------- | ---- |
| Equipo Ideal de América.                     | 1994 |
| Defensa del Año de la UEFA.                  | 2001 |
| Equipo del año de la European Sports Media.  | 2004 |
| Nominado al Balón de Oro.                    | 2004 |
| Equipo estelar de la Copa Mundial de Fútbol. | 2006 |